# Calliandra urbanii
Calliandra urbanii är en ärtväxtart som beskrevs av Brother Alain. Calliandra urbanii ingår i släktet Calliandra och familjen ärtväxter. Inga underarter finns listade i Catalogue of Life.